# Rhomborhina formosana
Rhomborhina formosana är en skalbaggsart som beskrevs av Moser 1909. Rhomborhina formosana ingår i släktet Rhomborhina och familjen Cetoniidae. Inga underarter finns listade i Catalogue of Life.